# Capital fictif
Le capital fictif désigne dans l'analyse marxiste les relations sociales qui se greffent sur le circuit du capital pour en dériver de l'argent sans passer directement par l'exploitation économique du prolétariat: il s'agit principalement des titres d'emprunt d'État, des obligations d'entreprise et des actions. Ce concept est surtout connu à travers le volume III du Capital de Marx. Il sert aujourd'hui principalement à expliquer la spéculation financière.